# クレイユ-ジュモン線
クレイユ-ジュモン線（フランス語: Ligne de Creil à Jeumont）は、フランスのオワーズ県クレイユのクレイユ駅からノール県ジュモンのジュモン駅に至る区間を結ぶフランス国鉄の鉄道路線である。

## 歴史
北部鉄道によって建設された。1847年には最初の区間としてパリ＝ノール-リール線のクレイユ駅からコンピエーニュ駅に至る区間が開業した。1849年にはショーニーまで、翌1850年にはサン＝カンタンまで延伸された。1855年にはサン＝カンタン - ジュモン間が開業した。オーモン駅およびジュモン駅にてベルギー国鉄のネットワークと接続するようになり、パリ＝ノール-リール線、ベルギー国鉄96号線と共にパリ - ブリュッセル間を結ぶ一大幹線となった。1993年のLGV北線の開業に伴い、大半の長距離旅客列車は新線経由に移行した。今日では地域輸送と貨物輸送が中心の路線になっている。

## 列車
以下の旅客列車が運行されている。
- アンテルシテ：カンブレーおよびモブージュ方面への列車はクレイユ - モブージュ間で当線を経由する。
- 地域列車：全線（TERピカルディおよびTERノール＝パ・ド・カレーが運行）